# 阿拉伯裔希腊人
阿拉伯裔希腊人，人口大概200,000人。其中60,000人是埃及人，40,000人是伊拉克人、30,000人是黎巴嫩人，也有叙利亚人、巴勒斯坦人、約旦人。全國也有他们但雅典一带最多。
人数最多是埃及人与伊拉克人（他们多数是穆斯林），埃及人是在希腊独立战争后出现。其他阿拉伯人多数是东正教徒。